# Fritz Witt
Fritz Witt (Hohenlimburg, 27 maggio 1908 – Venoix, 14 giugno 1944) è stato un generale tedesco delle Waffen-SS, durante la seconda guerra mondiale.

## Biografia
Suo padre, un venditore, spinse il giovane Fritz a seguire la carriera paterna, tanto che tra il 1925 e il 1931 lavorò come rappresentante di una ditta tessile. Entrò nel Partito nazista e nelle SS lo stesso giorno, il 1º dicembre 1931. Il 17 marzo 1933 venne reclutato, con altri 117 uomini, nello SS Stabswache Berlin, il primo nucleo della futura "Leibstandarte", la guardia del corpo di Hitler. Il 9 settembre 1934 Witt ricevette la prima promozione al grado di SS-Obersturmführer. Poco dopo assunse il comando della 3. Compagnia del Reggimento "Deutschland" della divisione "Das Reich". In tale ruolo partecipò alla Campagna di Polonia, riuscendo nell'impresa, a riprova della propria attitudine al comando, di venire decorato in una sola settimana con la Croce di Ferro di seconda (19 settembre) e di prima classe (26 settembre).
Il 1º ottobre 1939 ottenne il comando del I Battaglione del Reggimento "Deutschland", venendo anche decorato, il 4 settembre 1940, per le sue azioni durante l'invasione della Francia. Fu Paul Hausser a raccomandare Witt per l'onorificenza, commentando: "Witt è degno di tale onorificenza per le sue azioni personali, in particolar modo per la difesa condotta durante l'attacco di carri armati nemici il 27 maggio 1940. Secondo il suo comando di reggimento, Witt è un soldato instancabile e resistente, un modello di giovane comandante, che non si ritira mai di fronte a qualsiasi cosa".
Il 16 ottobre 1940 Witt fece ritorno alla "Leibstandarte", ottenendo il comando del III Battaglione, e di lì a poco del I Battaglione. Nella successiva invasione della Grecia, proprio l'unità di Witt si distinse in modo particolare. La mattina del 10 aprile 1941, il I Battaglione supportato dall'artiglieria dei cannoni da 88 mm, riuscì a sfondare la resistenza di Australiani, Neozelandesi e Britannici sul passo di Klidi, e in tal modo ad aprire la strada verso il cuore del paese, anche se nei successivi tre giorni la controffensiva del corpo di spedizione britannico in Grecia, tentando di arginare l'avanzata tedesca, le inflisse duri colpi (37 morti, tra i quali il fratello minore di Witt, Franz, e 95 feriti). Il battaglione tuttavia riuscì a catturare 520 prigionieri oltre ad un gran numero di armi; 14 soldati vennero decorati con la Croce di Ferro di prima classe, e l'SS-Obersturmführer Gerhard Pleiß, comandante della I Compagnia, venne insignito della Croce di Cavaliere per aver conquistato la Collina 997, dopo durissimi combattimenti corpo a corpo.
Al termine della conquista di Jugoslavia e Grecia, Witt e tutta la Leibstandarte vennero trasferiti sul nuovo teatro di guerra, in Russia, dove combatterono con estremo valore. Witt, promosso SS-Obersturmbannführer e comandante del I Reggimento di fanteria SS, ricevette le Foglie di Quercia della Croce di Cavaliere per le sue azioni a Rostov, nella terza battaglia di Char'kov e a Merefa.
Witt venne promosso SS-Oberführer il 1º luglio 1943 ed ottenne poco dopo il comando della nuova divisione XII SS-Panzer-Division "Hitlerjugend". Il 20 aprile 1944, Witt venne promosso SS-Brigadeführer; fu la sua ultima promozione. La mattina del 14 giugno 1944, durante le prime fasi dell'invasione della Normandia, mentre si trovava nel Quartier generale divisionale a Venoix, Witt, in seguito ad un intenso cannoneggiamento navale, venne colpito al volto da una scheggia di granata che lo uccise all'età di 36 anni.